# Heszler Péter
Heszler Péter (Miskolc, 1958. november 1. – Szeged, 2009. augusztus 15.) magyar fizikus. Többek között ismert a lézerrel segített nanorészecske szintézis kutatásáról. Kutatása magában foglalja a nanotechnológiát, a sűrített anyagfizikát, az anyagtudományt, a zajt, a lézertudományt és a kémiai szenzorokat, ideértve a fluktuációval fokozott érzékelést is.
Egyik korai írása egy nem létező jelenség, az ún. kvantum 1/f zaj pontos tagadása volt. A tagadás kvantum-elektrodinamikán alapult, és bebizonyította, hogy a kvantum 1/f zajhatás nem létezik, elméleti modellje pedig téves. A kvantum 1/f zajmodellben a fotonokat és vákuumállapotaikat kihagytuk az egyenletekből, és az ilyen hibák hibás matematikai előrejelzéseket eredményeztek az olyan ingadozásokra vonatkozóan, amelyek nem létezhetnek, mert tiltják őket a kvantumelektrodinamika alapvető szabályai.
Legfontosabb áttörése talán a nanorészecskék hősugárzásának felfedezése és alkalmazása a lézerrel segített szintézis során. Ennek a sugárzásnak az elemzése hatékony eszközt kínál a kémiai reakciók és azok dinamikájának tanulmányozására a lézerrel támogatott nanorészecskék gyártása során.

## Karrierje
1988-ban PhD fokozatot szerzett a Szegedi Tudományegyetemen. 1994-ben habitált Svédországban, az Uppsalai Egyetemen. A legtöbb tudományos eredményét e a két helyen érte el. Utolsó éveiben a Szegeden tudományos főmunkatárs, uppsalai-ban docens volt. A tudomány és a technika mellett a tudomány és a vallás kölcsönhatásának története és kultúrája is érdekelte, és erről kapcsolódó tanfolyamot tartott a Szegedi Tudományegyetemen.

## Fordítás
- Ez a szócikk részben vagy egészben  a   Peter Heszler című angol Wikipédia-szócikk ezen változatának fordításán alapul.  Az eredeti cikk szerkesztőit annak laptörténete sorolja fel. Ez a jelzés csupán a megfogalmazás eredetét és a szerzői jogokat jelzi, nem szolgál a cikkben szereplő információk forrásmegjelöléseként.